# Лихо століття (книга)

«Лихо століття» — вид-во Пульсари (2007), худ. Н. В. Михайличенко

Лихо століття — книга французького історика, політолога і філософа Алена Безансона. Лауреат Всеукраїнського рейтингу Книжка року (2008).

## Вихідні дані
Повна назва:
Лихо століття. Про комунізм, нацизм та унікальність голокосту. — Київ, університетське видавництво ПУЛЬСАРИ, 2007. — 136 с. ISBN 978-966-8767-87-6 (серія); ISBN 978-966-8767-88-3
Оригінальна назва французькою: Alain Besançon. Le malheur du siècle — sur le communisme, le nazisme et l'unicité de la Shoah. — Ed. Fayard, Paris, 1998, 165 pp. ISBN 2213602263.
- Український передклад та передмова — Тараса Марусика

## Загальна характеристика книги
Автор розглядає два найжорстокіші політичні режими XX століття — нацистської Німеччини та комуністичного СРСР, жертвами котрих стали мільйони людей. Ален Безансон доводить типологічну подібність комунізму і нацизму. Крім цього, Ален Безансон розглядає в цій книзі питання Голодомору. Він вважає, що ціль Голодомору була не в зламі опору селянства колективізації, а в бажанні покласти край національному існуванню українського народу.

## Додатки до українського видання
- Ретроспектива безпам'ятства (пер. Олег Хома)[1]
- Пам'ятати і досліджувати[2]
- Війна більшовиків проти селян. 1933 (пер. Али Лазарєвої)[3]
- Майбутнє Росії — доля середньої держави[4].
- Інтерв'ю Алена Безансона Тарасу Марусику[5]

## Виноски
1. ↑  див.також: — ж-л «Критика», № 12, грудень 2003
2. ↑  Текст промови від 4 червня 1983 р. в Парижі в сквері ім. Т.Шевченка. Надруковано: ж-л «Сучасніть», жовтень 1983; в книзі: «Голод в Україні» 1932-33, Луцьк ВМА «Терен», 2006
3. ↑  Стаття, що написана для ж-лу «Всесвіт», надрукована в № 9-10, 1993
4. ↑  див. також в: «Українське слово», 24.02.2000
5. ↑  див.також: «Дзеркало тижня», № 11(486) 2004